# かわらぶき技能士
かわらぶき技能士（かわらぶきぎのうし）とは、日本の国家資格である技能検定制度の一種で、都道府県知事（問題作成等は中央職業能力開発協会、試験の実施等は都道府県職業能力開発協会）が実施する、かわらぶきに関する学科及び実技試験に合格した者をいう。
なお職業能力開発促進法により、かわらぶき技能士資格を持っていないものがかわらぶき技能士と称することは禁じられている。

## 概説
かわらぶき技能士は、職業訓練指導員 (屋根科)の実技試験免除資格になっている。

### 級別
1級、2級の別がある。

## 実技作業試験内容（かわらぶき作業）
- 1級：屋根下地に、引掛け桟葺きにより瓦葺きを行う。なお、軒先には、一文字軒瓦を使用する。試験時間＝4時間30分
- 2級：屋根下地に、引掛け桟葺きにより瓦葺きを行う。なお、軒先には、万十軒瓦を使用する。試験時間＝4時間30分